# El pueblo a la universidad, la universidad al pueblo

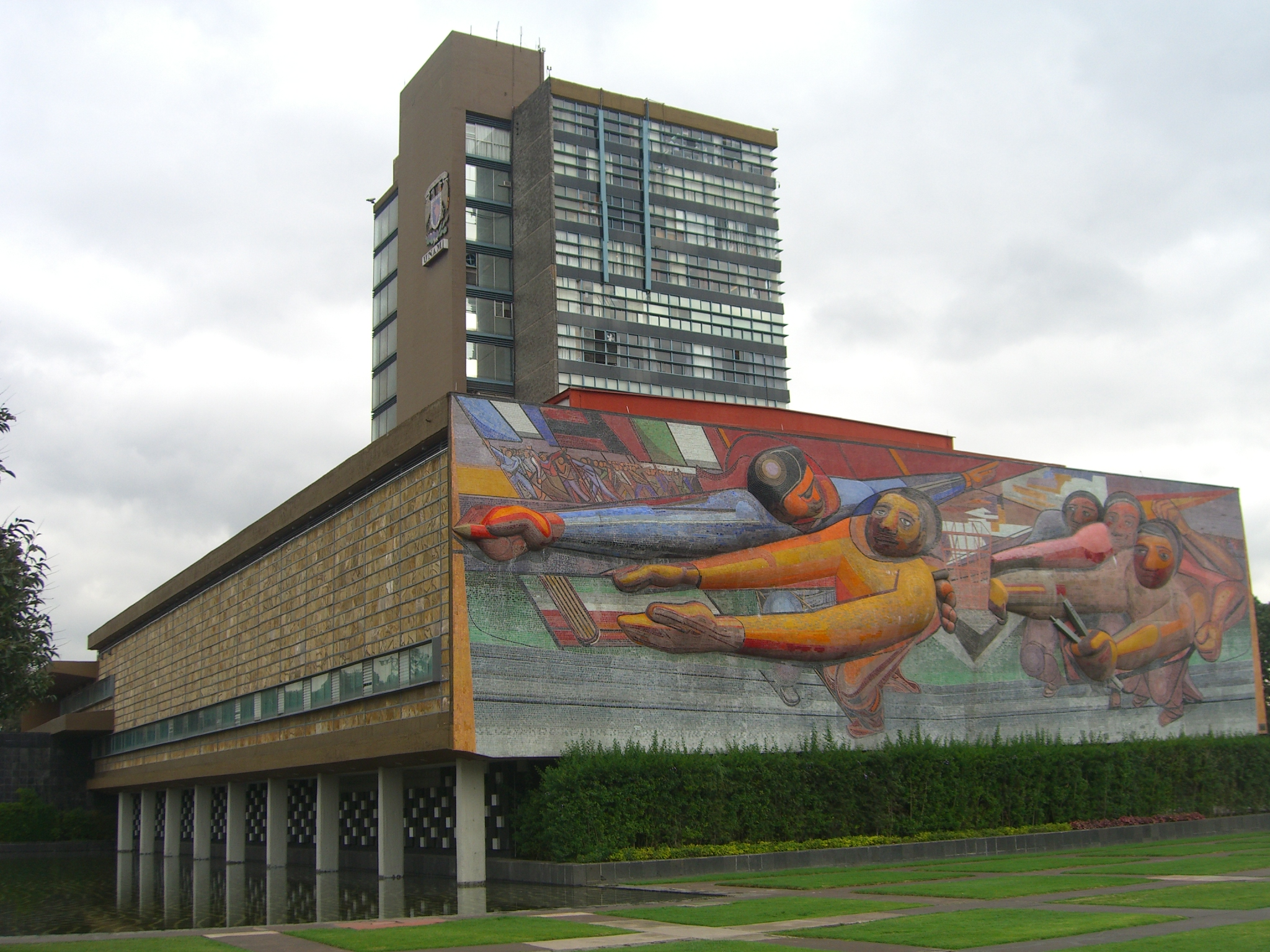
Mural "El pueblo a la Universidad y la Universidad al pueblo" en la Universidad Nacional Autónoma de México.

El pueblo a la Universidad, la Universidad al pueblo. Por una cultura nacional neohumanista de profundidad universal es un mural de David Alfaro Siqueiros y se ubica en el edificio de Rectoría de la Universidad Nacional Autónoma de México (UNAM). Es una escultopintura de relieve en estructuras de hierro revestidas de cemento cubiertas con mosaicos de vidrio, de 304,15 m², en su muro sur.

## Historia
En 1952 inició el proyecto de los murales en la Universidad Nacional Autónoma de México (UNAM), el cual estaría compuesto por tres "escultopinturas". De estos tres murales solo se terminó uno: El pueblo a la Universidad y la Universidad al pueblo el cual fue realizado en 1952, e inaugurado en 1956 dentro de las instalaciones de la (UNAM) en Ciudad Universitaria. Se encuentra en los muros de la Rectoría junto con otras dos obras del mismo artista Las fechas de la historia de México y Nuevo Emblema Universitario. Está hecho de teselas de vidrio opaco de la marca Mosaicos Venecianos y es considerada como uno de los íconos del arte del mosaico mexicano. Representa a cinco estudiantes subiendo por unas escaleras, llevando en las manos objetos representativos de los conocimientos adquiridos en la universidad. Se dirigen de vuelta hacia el pueblo cargados de nuevas ideas que aplicar. Tiene colores opacos en gran parte tonalidades de café y anaranjado.
Un estudio de perspectiva de esta obra se encuentra en el Museo Soumaya.
Monumento Artístico de la Nación
El 18 de julio de 2005 el “conjunto arquitectónico conocido como Ciudad Universitaria” fue declarado Monumento Artístico de la Nación en el marco de la Ley Federal de Monumentos y Zonas Arqueológicos, Artísticos e Históricos, mediante decreto presidencial, publicado en el Diario Oficial de la Federación.